# Montmirey-le-Château
Montmirey-le-Château je naselje in občina v vzhodnem francoskem departmaju Jura regije Franche-Comté. Leta 2009 je naselje imelo 180 prebivalcev.

## Geografija
Kraj leži v pokrajini Franche-Comté ob reki Ognon, 19 km severno od Dola.

## Uprava
Montmirey-le-Château je sedež istoimenskega kantona, v katerega so poleg njegove vključene še občine Brans, Champagney, Chevigny, Dammartin-Marpain, Frasne-les-Meulières, Moissey, Montmirey-la-Ville, Mutigney, Offlanges, Peintre, Pointre in Thervay s 3.173 prebivalci (v letu 2009).
Kanton Montmirey-le-Château je sestavni del okrožja Dole.

## Zanimivosti
- ruševine srednjeveškega gradu,
- cerkev Marijinega Rojstva;